# サンドランス (原子力潜水艦)
|           |                                   |
| 艦歴      |                                   |
| 発注:     | 1963年10月24日                    |
| 起工:     | 1965年1月15日                     |
| 進水:     | 1969年11月11日                    |
| 就役:     | 1971年9月25日                     |
| 退役:     | 1998年8月7日                      |
| 除籍:     | 1998年8月7日                      |
| その後:   | 原子力艦再利用プログラム          |
| 性能諸元  |                                   |
| 排水量:   | 基準：4,031トン、 満載：4,323トン |
| 全長:     | 89 m (292 ft)                     |
| 全幅:     | 9.7 m (32 ft)                     |
| 吃水:     | 9.1 m (30 ft)                     |
| 機関:     | S5W reactor                       |
| 最大速:   |                                   |
| 乗員:     | 士官12名、兵員95名                |
| 兵装:     |                                   |
| モットー: |                                   |

サンドランス (USS Sand Lance, SSN-660) は、アメリカ海軍のスタージョン級原子力潜水艦の12番艦。艦名はイカナゴに因んで命名された。その名を持つ艦としてはバラオ級潜水艦93番艦(SS-381)以来2隻目。

## 艦歴
サンドランスの建造は1963年10月24日にメイン州キタリーのポーツマス海軍造船所に発注され、1965年1月15日に起工した。1969年11月11日にトマス・J・マッキンタイア夫人によって命名、進水し、1971年9月25日にウィリアム・A・ケニントン艦長の指揮下就役する。
就役当日、サンドランスは母港をポーツマスからサウスカロライナ州チャールストンへ変更された。同年の残りは公試訓練で過ごし、翌1972年はチャールストン近辺で活動する。1973年2月に特別任務のためチャールストンを出航し、4月21日に帰還、6月11日まで港に留まった後、特別任務で再び出航した。任務は8月に完了し、8月13日にスコットランドのファスレーン海軍基地に寄港する。サンドランスは8月20日に同港を出港し、9月5日にチャールストンに到着した。
サンドランスは1998年8月7日に退役し、同日除籍された。その後ワシントン州ブレマートンで原子力艦再利用プログラムの下1998年4月1日に解体作業が始まり、1999年8月30日に廃棄が完了した。